# Lezhë distrikt
Lezhas distrikt (albanska: Rrethi i Lezhës) var ett av Albaniens 36 distrikt. Det hade ett invånarantal på 68 000 och en area av 479 km². Det var beläget i nordvästra Albanien, och dess centralort var Lezha. Andra städer i distriktet var Shëngjini.